# Cattie-brie
Cattie-brie è un personaggio immaginario appartenente all'ambientazione Forgotten Realms per il gioco di ruolo Dungeons & Dragons. Cattie-brie è protagonista di numerosi romanzi dello scrittore fantasy Robert Anthony Salvatore che narrano le avventure di una compagnia d'avventura di cui fanno parte — oltre a Cattie-brie — il drow Drizzt Do'Urden, il nano Bruenor Battlehammer, il barbaro Wulfgar e Regis l'halfling.

## Letteratura
Cattie-brie è apparsa nei seguenti romanzi pubblicati, in Italia, da Armenia:
- Trilogia degli elfi scuri
  - L'esilio di Drizzt
- Trilogia delle terre perdute
  - Le lande di ghiaccio (1988)
  - Le lande d'argento (1989)
  - Le lande di fuoco (1990)
- L'eredità di Drizzt
  - L'eredità
  - Notte senza stelle
  - L'assedio delle ombre
  - L'alba degli eroi
- I Sentieri delle tenebre
  - La lama silente
  - Il mare delle spade
- La lama del cacciatore
  - L'orda degli orchi (2002)
  - Il cacciatore solitario (2003)
  - Le due spade (2004)
- Transizioni
  - Il re degli orchi
  - Il re dei pirati
  - Il re degli spettri

## Descrizione

### Aspetto fisico
Cattie-brie è una bellissima donna dai capelli rossicci e gli occhi azzurri; è cortese, tollerante, pragmatica. Inoltre è cresciuta provando un forte trasporto per i suoi compagni, portando sia Drizzt che Wulfgar a compiere azioni contrarie al buon senso e alla razionalità.
In combattimento, Cattie-brie dà supporto ai suoi amici con Taulmaril (vedi più sotto). Comunque non esita ad entrare in mischia, dove brandisce all'occorrenza Khazid'hea, usualmente confidando nella sua capacità di dominare la spada.

### Storia
Figlia umana adottiva di Bruenor Battlehammer, Cattie-brie è stata la prima persona nella Valle del Vento Gelido ad accettare l'elfo scuro Drizzt Do'Urden, anche se era ancora molto giovane quando il drow la conobbe. Cattie-brie ha la testardaggine e il modo di pensare tipico dei nani, nonché una personalità simile a suo padre adottivo. La ragazza è uno dei "compagni di Hall" (dal nome della città nanica Mithral Hall). C'è stato il tentativo di iniziare una storia romantica con Drizzt durante lo svolgersi degli eventi raccontati nei vari libri; questa tensione ha finalmente raggiunto il culmine ne Le due spade, dove Cattie-brie e Drizzt Do'Urden sono diventati amanti.
Dopo il ritrovamento di Mithral Hall, a Cattie-brie è stato dato Taulmaril lo "spezzacuori", un arco magico dono di Anariel, "Sorella di Faerûn", ai nani della città. L'arma è stata trovata nella oramai distrutta Sala di Dumathoin, una divinità nanica, mentre la città era ancora occupata da Simmergloom, il "Drago Nero". Per molti anni la ragazza ha anche portato con sé la spada senziente Khazid'hea, altrimenti conosciuta come "La Tagliente" (The Cutter), la spada che Drizzt Do'Urden ha estratto dal corpo di Dantrag Baenre ma che poi ha deciso di donare a lei preferendo la scimitarra. Khazid'hea fu rubata da Delly Curtie, massacrata poi dagli orchi; Drizzt ha in seguito ritrovato l'arma, ma l'ha persa in una battaglia contro Obould Many-Arrows. È stata infine recuperata da Tos'un Dell'Armgo, un drow esiliato in combutta con gli orchi.
La madre di Cattie-brie è morta dandola alla luce; suo padre l'ha portata via da Mirabar giungendo a Termalaine, una delle Ten Towns. Per tre anni ha vissuto in tranquillità con la figlia, ma poi un goblin ha posto fine alla sua esistenza: tutta Termalaine era sotto il feroce attacco di un'orda di goblinoidi. I nani del clan Battlehammer si sono precipitati fuori dalla loro valle nel tentativo di fermare l'orda e salvare la città. Casualmente Bruenor ha salvato l'orfana dalla morte. Quando il fumo si è diradato, il nano ha reclamato la giovane e ne ha fatto la propria figlia adottiva.
Catti-brie non ha memoria della sua vita prima che Bruenor la prendesse con sé, ma ha trascorso una felice infanzia fra i nani. Durante i cinque anni che Wulfgar ha passato al servizio di Bruenor, lei lo ha aiutato a modificare gli atteggiamenti dovuti alla sua barbara educazione, aiutandolo a far venir fuori la compassione e l'intelligenza che erano dentro di lui. Il legame fra i due ha continuato a intensificarsi quando sono andati all'avventura insieme a Bruenor, Regis e Drizzt; successivamente i due decidono di unirsi in matrimonio, ma una tragedia ha rotto il loro rapporto, quando alcuni drow hanno attaccato Mithral Hall e Wulfgar è stato colpito nel corso degli scontri da un servo di Lolth, e da tutti è stato ritenuto morto. Per un po' la ragazza è rimasta in lutto per la perdita del suo amore, ma una volta passato il dolore, ha iniziato a stringere un forte legame con Drizzt. Quando Wulfgar è ritornato dalla sua apparente morte ha causato una confusione emotiva in Cattie-brie, che ormai aveva creato un forte legame con Drizzt. Nel tentativo di aiutare Wulfgar a ritrovare se stesso, si concede a lui ma durante la notte Wulfgar rivive gli orrori che ha vissuto precedentemente nell'abisso. Dopo quell'accaduto Wulfgar ha abbandonato i suoi amici, nel tentativo di trovare la propria strada. Drizzt e Cattie-brie decidono quindi di allontanarsi da Mithril Hall e partono per nave insieme ad una loro vecchia conoscenza. Anni dopo si riuniscono al gruppo, e durante una delle loro avventure però Cattie-brie arriva molto vicino alla morte, durante la quale entra in uno stato di riflessione che inizialmente non viene spiegato con precisione, ma che in futuro si scoprirà essere solamente il pentirsi di non aver mai trasformato il rapporto tra lei e Drizzt in qualcosa di più profondo. Tuttavia, prima che lei riesca a realizzare la verità, i due vengono separati, senza sapere nemmeno se l'altro è ancora vivo. In questo periodo, Cattie-brie che rimane con il resto del gruppo, si struggerà per il dolore che poi riuscirà a confessare a Wulfgar. Quando Drizzt, dopo molto tempo, riesce a tornare, i dubbi in entrambi svaniscono. Alla fine del libro "le due spade" i due si separano ognuno per aiutare un amico, Cattie-brie si avvia con Wulfgar alla ricerca della figlia ormai perduta.